# Penetrômetro dinâmico leve
Penetrômetro Dinâmico Leve (português brasileiro) ou Penetrómetro Dinâmico Leve (português europeu) (em inglês Dynamic Probing Light - DPL) é um equipamento para estudos geotécnicos e dimensionamentos de fundações.
O DPL Nilsson é um penetrômetro portátil, desenvolvido do DPL, oferecendo maior mobilidade e ensaio de torquímetro para avaliar o atrito lateral do solo. É utilizado para a caracterização da estratigrafia, nível de água e resistência do solo.

Complementação de tipologias e história:

O Penetrômetro Dinâmico (DP), foi originalmente desenvolvido por Scala (1959) na Austrália. O procedimento de ensaio se dá através da cravação de um cone no solo devido à queda de um martelo, registrando-se a penetração provocada até que uma determinada profundidade de inspeção seja atingida. Com a cravação da ponta cônica é possível analisar a resistência à penetração do solo, possibilitando que camadas com diferentes resistências sejam detectadas. Pode, portanto, ser utilizado para avaliar mudanças no tipo de solo, ou ainda identificar a compacidade de um determinado material.
O DP caracteriza o perfil de solos compressíveis, assim como possibilita a quantificação das condições de resistência e deformabilidade dos solos moles. Vários autores apontam como principal vantagem do DP a sua simplicidade de operação, rapidez na obtenção dos resultados e possibilidade de um maior número de pontos de ensaios. Mohammadi et al (2008) acrescentam como vantagens do DP, a possibilidade de aplicação em terrenos de difícil acesso, reduzido número de pessoas para a execução dos ensaios e o baixo custo do equipamento. Sendo assim, o DCP surge como uma ferramenta a ser avaliada na aplicação de controle de capacidade de carga de fundações diretas e ainda no controle de compactação de aterros.
Entre as limitações do aparelho, constam-se que ele não pode ser utilizado em qualquer tipo de solo, pois se o solo for muito resistente não é possível à penetração do mesmo sem danificar o aparelho.
Aguiar et al (2011) afirmam que o DCP é capaz de identificar diferentes camadas de solo a partir da mudança da inclinação da reta de número de golpes versus profundidade obtida com a realização do ensaio.
Existem diferentes versões do ensaio em função da massa utilizada:
Penetrômetro Dinâmico Leve – DPL (m=10kg)
Penetrômetro Dinâmico Médio – DPM (m=30kg)
Penetrómetro Dinâmico Pesado – DPH (m=50kg)
Penetrómetro Dinâmico Super Pesado – DPSH (m=63,5kg)